# Castiglione d’Intelvi
Castiglione d’Intelvi – miejscowość i gmina we Włoszech, w regionie Lombardia, w prowincji Como.
Według danych na rok 2004 gminę zamieszkiwało 759 osób, 189,8 os./km².
1 stycznia 2018 gmina została zlikwidowana.